# Hawthorne (Florida)
Hawthorne és una població dels Estats Units a l'estat de Florida. Segons el cens del 2000 tenia 1.415 habitants.

## Demografia
Segons el cens del 2000, Hawthorne tenia 1.415 habitants, 537 habitatges, i 374 famílies. La densitat de població era de 170,7 habitants/km².
Dels 537 habitatges en un 30,4% hi vivien nens de menys de 18 anys, en un 43,9% hi vivien parelles casades, en un 21,4% dones solteres, i en un 30,2% no eren unitats familiars. En el 26,3% dels habitatges hi vivien persones soles el 14% de les quals corresponia a persones de 65 anys o més que vivien soles. El nombre mitjà de persones vivint en cada habitatge era de 2,64 i el nombre mitjà de persones que vivien en cada família era de 3,19.
Per edats la població es repartia de la següent manera: un 28,3% tenia menys de 18 anys, un 8,3% entre 18 i 24, un 23,7% entre 25 i 44, un 22,4% de 45 a 60 i un 17,2% 65 anys o més.
L'edat mediana era de 38 anys. Per cada 100 dones de 18 o més anys hi havia 81,3 homes.
La renda mediana per habitatge era de 26.008 $ i la renda mediana per família de 31.172 $. Els homes tenien una renda mediana de 25.833 $ mentre que les dones 20.104 $. La renda per capita de la població era de 14.592 $. Entorn del 19,5% de les famílies i el 23,8% de la població estaven per davall del llindar de pobresa.

## Poblacions més properes
El següent diagrama mostra les poblacions més properes.